# 潘州 (四川)
潘州，中国北宋到明朝时设置的州。
北宋置潘州，治所在今四川省若尔盖县北，属秦凤路。元朝有松州、潘州、叠州、宕州、威州、茂州安抚司及宣抚司。明朝洪武十二年（1379年）省入松州。后来松州改为松潘卫，就是松潘之名之始。